# وادي إمبيريال

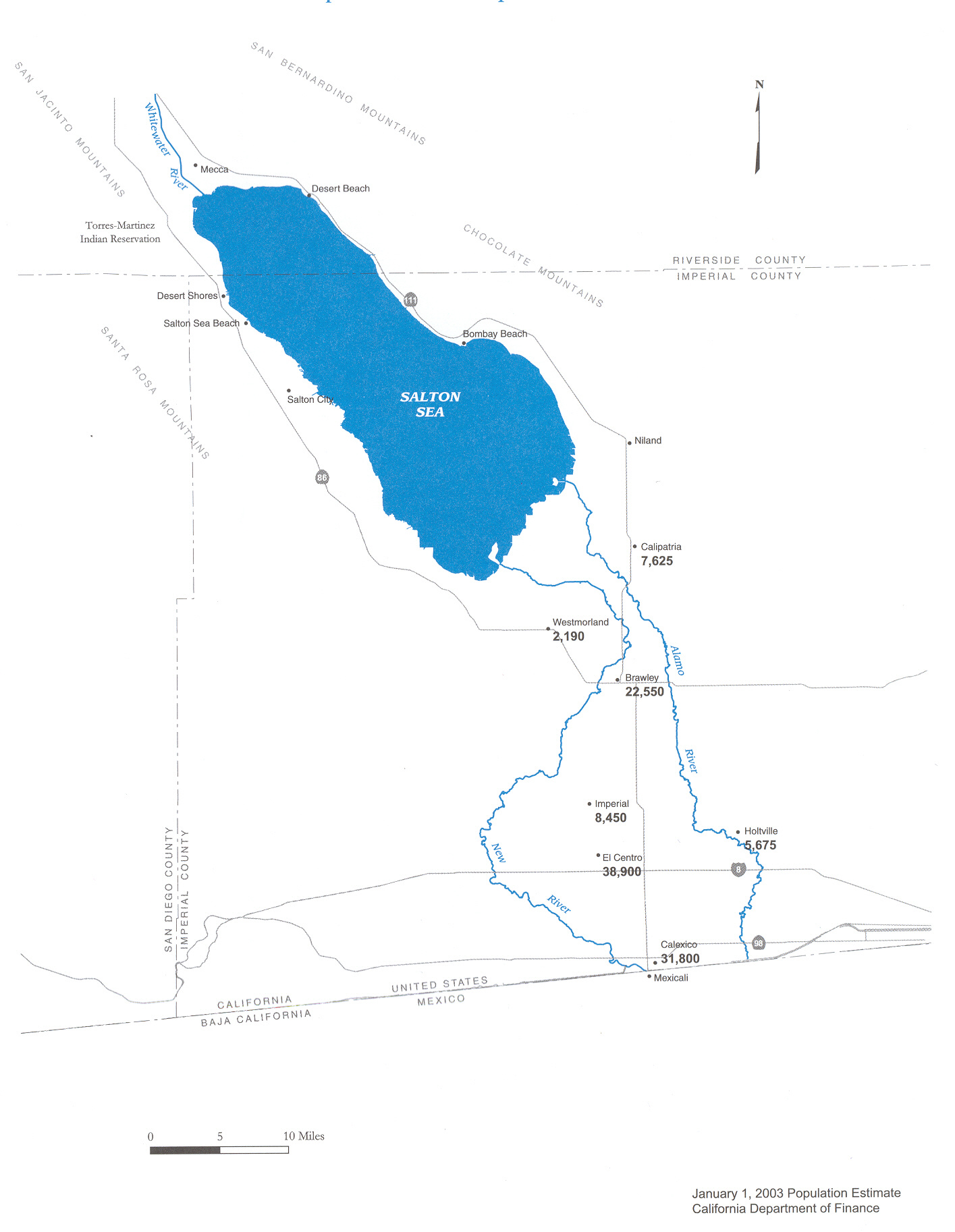
خريطة وادي إمبيريال

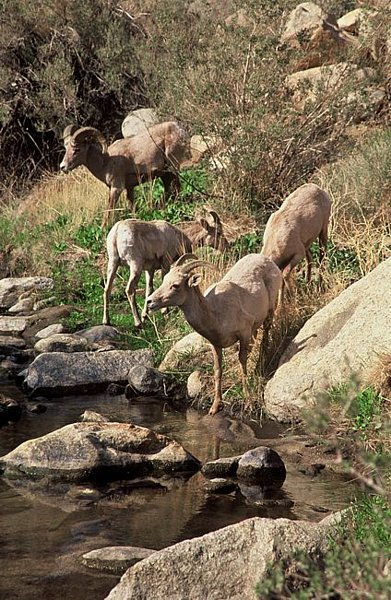
الوادي عند بحر سالتون قرب الحدود الأمريكية-المكسيكية

وادي إمبيريال (بالإنجليزية: Imperial Valley)‏ وادي يقع في مقاطعة إمبيريال في ولاية كاليفورنيا جنوب غرب الولايات المتحدة، يقع الوادي ضمن منطقة سكانية مكتضة من بينها مدينة إل سنترو ومنطقة إينلاند إمباير، يقع إلى غرب الوادي بحر سالتون.
ثقافة المنطقة عبارة عن مزيج بين ثقافتيّ الولايات المتحدة والمكسيك،نظراً لموقع الوادي على الحدود المشتركة للبلدين، أراضي الوادي عبارة عن أراضي زراعية خصبة، يبلغ طول الوادي حوالي 80 كيلومتر، يسود المناخ الصحراوي الحار الوادي ويتسم بدرجات حرارة مرتفعة نسبياً.